# PAX i skolan
PAX i skolan är den svenska översättningen och kulturanpassningen av PAX Good Behaviour Game. PAX är ett vetenskapligt beforskat arbetssätt för att främja trygghet och studiero i skolan. Arbetssättet faller inom ramen för skolans uppdrag om ledning och stimulans, vilket innebär att arbetssättet kan användas för alla elever i klassrummet. Syftet är att skapa en klassrumsmiljö med tydliga ramar som bland annat hjälper eleverna att utveckla sin samarbets- och självregleringsförmåga. För de elever som är i behov av extra stöd finns det utrymme för anpassningar av PAX. Upplägget med PAX ska vid behov kompletteras med extra anpassningar och särskilt stöd.
PAX innehåller en variant av Good Behaviour Game i kombination med ett antal forskningsbaserade verktyg som vilar på en inlärningsteoretisk grund. Arbetssättet används i flera länder. I Sverige är materialet främst anpassat för årskurs 1–3, och PAX i skolan förekommer i ungefär 40 kommuner (2022). En randomiserad kontrollerad studie pågår i Sverige. och PAX har blivit omskrivet i flera svenska medier, bland annat Skolvärlden.